# E233
E233 eller Europaväg 233 är en 140 km lång europaväg som går följande sträckning i Nederländerna och Tyskland:
Hoogeveen - (gräns Nederländerna-Tyskland) - Haselünne - Cloppenburg - Bremen
Den ansluter till E232 (vid Hoogeveen) och E22 (utanför Bremen).
Sträckan är till större delen inte motorväg utan vanlig landsväg. Vägen är ändå en viktig förbindelse mellan Hamburg och Amsterdam. Man kan dock med 4 mils omväg åka motorväg hela vägen via E30 och E37 (via Osnabrück).